# 対空戦車

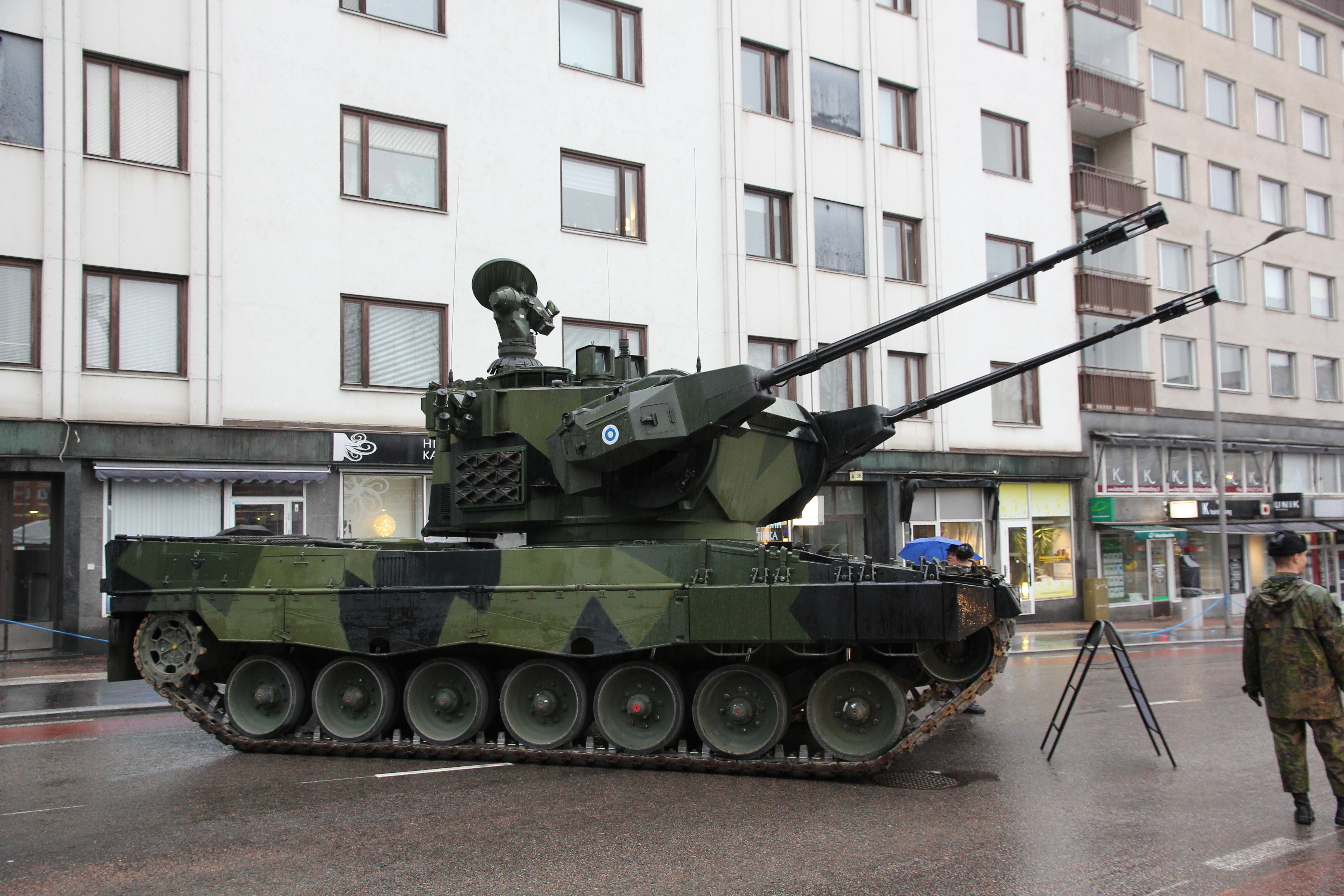
レオパルト2　マークスマン

対空戦車（たいくうせんしゃ）は、対空機関銃/機関砲（対空砲）などを戦車用車台に搭載した対空兵器の装甲車輌である。自走式対空砲のカテゴリーに含まれる兵器であるが、自走砲との区別は時代や国、編成により異なり、明確ではない。

## 概要
戦車の車体を利用した機動性により、前線の戦車部隊に追随し、前線部隊を航空機などの脅威から防御することを目的としている。ただし通常の戦車と比べ、多くの場合装甲は薄くなっており、また、武装も対空兵器中心であるため、敵の戦闘車輌や対戦車兵器との直接戦闘は不得手である。
また、対空戦車が必要とされる状態とは航空優勢を失った戦局が不利な状態であり、その場合航空機や戦車、そして安価で数をそろえやすい通常の対空兵器の生産配備が優先される。逆に対空戦車を量産できるほどの余力が生じている状態とは、普通戦局が有利で航空優勢を得ている状態であり、わざわざ対空戦車を量産する必要がない状態である。どちらにしても、対空戦車の量産配備は後回しで、十分な数がそろわない傾向にある。
このような機関砲装備の対空戦車の存在意義を疑問視する意見もある。これは車輌にとって最大の敵である攻撃ヘリコプターからの、対戦車ミサイルの射程が延長され、機関砲の射程外から一方的に攻撃される事態が想定されるということである。加えて高価な火器管制装置の搭載は対空戦車の単価向上に繋がり、中小諸国がこうした兵器を持つのを難しくするだけではなく、先進諸国が十分な配備数を調達することも難しくしている。
対抗手段としてツングースカのように小型ミサイルを装備したハイブリッド化や、あるいは機関砲弾自体の射程延長化が進められている。ただ、小型ミサイルさえ搭載できればいいなら高価な対空戦車は不要だという意見もある。現代で対空戦車とはやや異なる、安価な軽車両に対空ミサイルを装備したものが増加してきているのは、こうしたためである。ただし、ミサイルでは敵が有効なECMを使用した場合無力化されてしまう上に、誘導装置や弾頭などが対航空機に特化した設計となっているため非装甲車両や軽装甲車両などの地上目標には殆ど役に立たないので、そうした電子妨害が効かない点と地上の敵に対する掃射にも使用可能であるという点で機関砲は有効である。また、ミサイルには安全装置解除やロックオンのために必要な最小射程があるが、機関砲はそれより至近に入り込んだ敵に反撃することもできる。

## 種類

### 第二次大戦
- ドイツ国防軍

第二次世界大戦期、制空権を連合軍に奪われたドイツ国防軍は、I号戦車の車体を利用したI号対空戦車、IV号戦車の車体を利用した、メーベルワーゲン、ヴィルベルヴィント、オストヴィント、クーゲルブリッツなどが作られた。これらは全て戦車用車台を用いているが、制式名称に対空戦車（Flakpanzer）の名を持つのはヴィルベルヴィント以降で、それ以前の物は名称上自走式対空砲扱いとなっている。
- イギリス軍

イギリス陸軍は、Mk.VI軽戦車改造の軽対空戦車Mk.I、クルセーダー巡航戦車改造のクルセーダーAAを実戦投入していた。
- アメリカ軍

アメリカ陸軍は、装甲ハーフトラック改造の自走式対空砲を実戦投入していたが、戦車車台利用の物はほとんど試作止まりに終わり、大戦末期にM24軽戦車改造のM19対空自走砲がようやく配備されている。もっとも連合国側の航空優勢もあってか、これらは本来の任務ではあまり日の目を見ることはなく、敵歩兵に対する水平射撃などに多く用いられ、M19の本格的な実戦投入も朝鮮戦争からであった。

### 戦後
- ドイツ

ドイツ連邦軍は、レオパルト1戦車改造のゲパルト自走対空砲を開発し保有している。
- ウクライナ

無人機の脅威が歴然となった2022年ロシアのウクライナ侵攻に際し、ドイツから供与されたゲパルト自走対空砲による対無人機戦闘能力は、低運用コスト＝安価な弾薬費と併せ、供与元＝製造元のドイツの想定をも遥かに超えて再評価された。
- 日本

陸上自衛隊は、74式戦車改造の87式自走高射機関砲を保有している。ゲパルト自走対空砲・87式自走高射機関砲は砲塔に2門の機関砲を装備し、高度な追尾技術を有している点で酷似している。前者の追尾機器配置の意匠には特許があり、後者が同一の配置にできなかった経緯を持つ。ただし、機器やソフトウェアの点では後者の方が後発であるためより新しい技術が導入されている。
- フランス

フランス陸軍は、戦車車台を用いたAMX-13DCAを配備、その後継としてAMX-30DCAも作られたが、こちらはサウジアラビアへの輸出分のみに止まった。これらは警戒レーダーを搭載しているが、照準は光学式であった。
- アメリカ

アメリカ陸軍は、M19対空自走砲の後継として、M42ダスター自走高射機関砲が作られ、ベトナム戦争にも派遣された。さらに高度な追尾技術を有する新型対空戦車M247サージェント・ヨークも開発されたが、このようなシステムの高価格、さらに「アメリカ軍は常に味方の航空優勢下で戦う」というドクトリンもあり、以降はM113装甲兵員輸送車改造のM163対空自走砲を保有するのみであるが、これさえもアメリカ軍では現役装備から外れている。
- ソ連・ロシア

ソビエト連邦がZSU-57-2、続いてZSU-23-4 シルカを開発した。特に後者は世界で初めて追尾レーダーを備えた対空戦車であった。また、ソビエト連邦のアフガニスタン侵攻では輸送車列の護衛、チェチェン紛争では建物の上層階から攻撃してくるゲリラに対抗するという別の目的に使われた。
ロシア連邦軍では2S6 ツングースカが主力である。これは2門の機関砲に加え、8基の小型対空ミサイルを備えていて、より広範囲の敵航空機に対応できる。
- エジプト

第四次中東戦争で、自走対空ミサイル2K12 クープとともにソ連から提供を受け、開戦初日に40機（諸説あり）とも言われる膨大な数のイスラエル機の撃墜に一役買った。